# 叟格德
叟格德（發音：[ksoʊʔ kə té]）旧译須迦帝，是緬甸蒲甘王朝的君主，1038年至1044年在位。須迦帝是國王良吳蘇羅漢之子，宫错姜漂篡位後將基梭、叟格德當自己的兒子扶養。然而叟格德與其兄基梭長大後，兩人強迫宫错姜漂出家，基梭即位做了國王。基梭死於一次狩獵意外，後由叟格德即位為王。叟格德強娶了宫错姜漂的王后、阿奴律陀的母后。被激怒的阿奴律陀與叟格德決鬥並擊殺了他。